# Bois-Colombes (métro de Paris)
Bois-Colombes est une future station du métro de Paris qui sera située le long de la ligne 15 à Bois-Colombes, dans les Hauts-de-Seine. Destinée à être ouverte à l'horizon 2031, elle offrira une correspondance avec la ligne J du Transilien via la gare de Bois-Colombes. Elle devrait voir passer 75 000 voyageurs par jour.

## Situation sur le réseau
Cette station sera la quatrième de la ligne 15 ouest  (Saint-Denis vers Pont de Sèvres), entre Agnettes et Becon. Elle mettra le centre-ville de Bois-Colombes à moins de 10 minutes de la Défense.

## Services aux voyageurs

### Accès et accueil
La station sera implantée sous la place de la Résistance à Bois-Colombes. Des accès sont prévus depuis la surface ainsi que par un tunnel de correspondance depuis les quais de la gare voisine.